# GQ (gruppo musicale)
I GQ sono stati un gruppo musicale statunitense formatosi nel Bronx, principalmente noto per il successo nei generi disco e R&B. Il nucleo della band iniziò a suonare professionalmente, sotto diversi nomi di gruppo, a partire dal 1968.

## Storia
I GQ si formarono nel 1968 come un quartetto noto come Sabu & the Survivors, con "Sabu" quale soprannome del membro Keith Crier. Il gruppo si evolse negli anni '70 come The Rhythm Makers, suonando principalmente musica funk e facendo parte della Five Percent Nation. I Rhythm Makers erano composti da Emanuel Rahiem LeBlanc (voce principale e chitarra ritmica), Keith "Sabu" Crier (basso e voce), Herb Lane (tastiere e voce) e Kenny Banks (batteria e voce).
Il gruppo pubblicò un album, Soul On Your Side nel 1976 sulla Vigor Records, sussidiaria della De-Lite Records, da cui venne estratta la hit internazionale Zone. Quando Kenny Banks fu sostituito da Paul Service nel 1978, il manager del gruppo suggerì di cambiare il nome del gruppo in "GQ", che stava per "good quality" (buona qualità). Il gruppo firmò poi con la Arista Records.
I GQ ebbero un discreto successo suonando musica disco. Piazzarono diversi singoli nelle classifiche musicali statunitensi (US Pop, US Black, US Disco/Club) e il loro più grande successo fu Disco Nights (Rock-Freak) del 1979, che raggiunse la prima posizione (per due settimane) nella classifica dei singoli R&B, la terza nella Dance Club Songs e la dodicesima nella Billboard Hot 100, vendendo oltre un milione di copie solo negli Stati Uniti.

## Discografia

### Album in studio
- 1976 - Soul on Your Side (Vigor Records)
- 1979 - Disco Nights (Arista Records)
- 1980 - Two (Arista Records)
- 1981 - Face to Face (Ariola Records)
- 1999 - A Tribute to Marvin Gaye and Billy Stewart (ITP Records)